# Quận Washington, Georgia
Quận Washington là một quận trong tiểu bang Georgia, Hoa Kỳ. Quận lỵ đóng ở thành phố Sandersville 6. Theo điều tra dân số năm 2000 của Cục điều tra dân số Hoa Kỳ, quận có dân số người 2. Dân số năm 2007 ước khoảng 20.937 người.